# Aeroportul Bhuntar
Aeroportul Bhuntar (IATA: KUU, ICAO: VIBR) este un aeroport din Bhuntar⁠(d), Kullu district⁠(d), Himachal Pradesh, India ce deservește zona Kullu⁠(d). Aeroportul a fost tranzitat în decembrie 2022 de 1.662 de pasageri.
Situat la o altitudine de 1.089 m, aeroportul dispune de o singură pistă. Este operat de Airports Authority of India⁠(d).